# Communauté rurale de Bokiladji
La communauté rurale de Bokiladji est une communauté rurale du Sénégal située à l'est du pays. 
Elle fait partie de l'arrondissement de Orkadiere, du département de Kanel et de la région de Matam.